# アンボワーズ城
アンボワーズ城（アンボワーズじょう、Château d'Amboise）は、フランスのロワール渓谷、アンドル＝エ＝ロワール県のアンボワーズにある城。シャルル7世、ルイ11世、シャルル8世、フランソワ1世らヴァロワ朝の国王が過ごした。フランソワ1世がレオナルド・ダ・ヴィンチを呼び寄せたクロ・リュセはすぐ近くにある。
世界遺産「シュリー＝シュル＝ロワールとシャロンヌ間のロワール渓谷」に含まれる。

## 歴史
アンボワーズ城はロワール川を見渡す高台に建てられ、重要な浅瀬を統制した。この場所にはガロ・ローマンの時代から砦が築かれていたという。この役割は中世には橋に取って代わられた。11世紀に城が築かれた際には、悪名高いアンジュー伯フルク3世が要塞を石で再建した。
城は、時と共に拡張と改修を重ねていった。1431年、当時の城主ルイ・ダンボワーズが王太子ルイ（後のルイ11世）に対する陰謀の容疑で有罪判決を受け、1434年9月4日シャルル7世が城を差し押さえた。
いったん王家の手に渡ると、アンボワーズは歴代フランス王に愛されるようになった。シャルルは城の大改修を思い立ち、まず1492年にフレンチ・ゴシック後期の初めのフランボワイアン様式で、次いで1495年、2人のイタリア人建築家、ドメニコ・ダ・コルトナとフラ・ジョコンドを雇い入れた。彼らはメイソン（中世の熟練石工組合員）であり、フランス建築では最初のルネサンスの装飾モチーフを、アンボワーズに取り入れた。フランス人建築家3人の名前（コリン・ビアール、ギョーム・セノール、ルイ・アルマンガー）が記録に残されている。

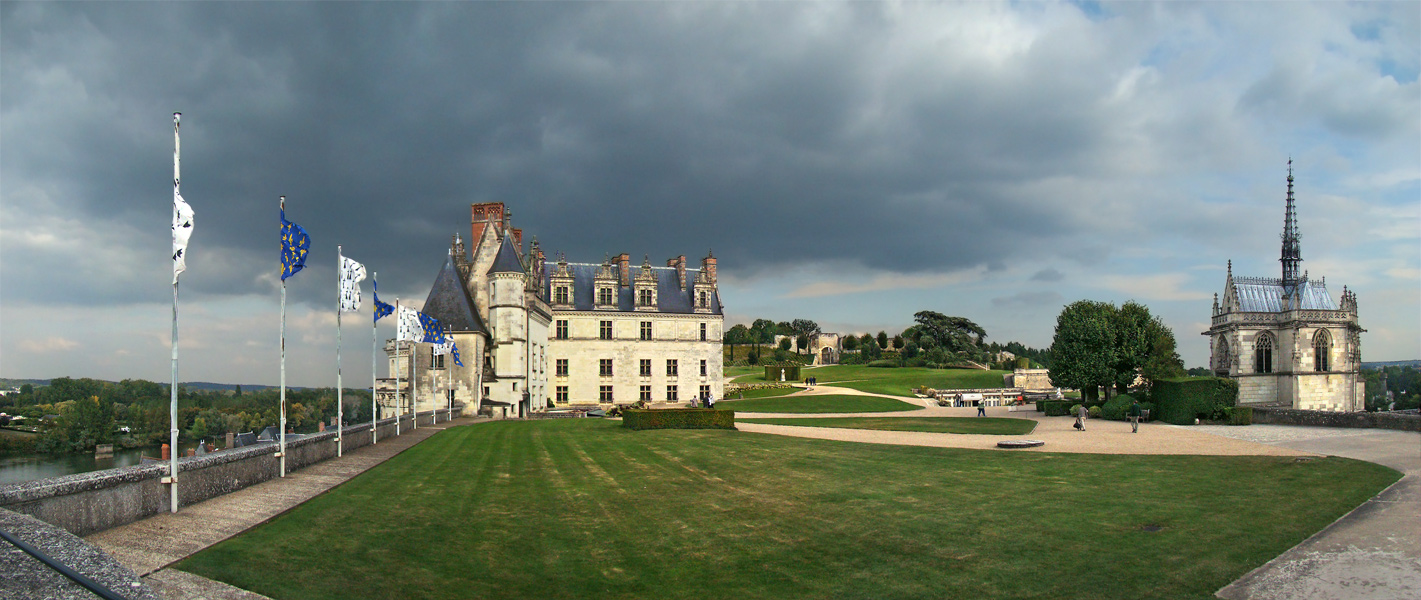
アンボワーズ城とサン・ユベール教会堂

アンボワーズ城の庭には、フランスで初めてイタリア風レイアウトが採用された。これがフランス式庭園(幾何学的構成の庭園)の始まりである。シャルル8世の時代、イタリア人聖職者パセロ・ダ・メルゴグリアーノが庭の設計をしたことが記録されている。シャルルは上のテラスを広げて庭園を大きくし、格子とあずまやで囲んだ。ルイ12世はその周りにギャラリーを設けた。アンドルーエ・ド・サーソは、1576年出版の自著「フランスで最も優れた建築(Les plus excellens bastimens de France)」でギャラリーに触れている。20世紀になってから再現されたパルテア（装飾花壇）は、四角い芝生の周りに砂利と成形された立ち木が配置されたものである。
フランソワ1世は母ルイーズ・ド・サヴォワの城アンボワーズで育っており、彼が即位して数年の間、アンボワーズ城は栄光の頂点にあった。

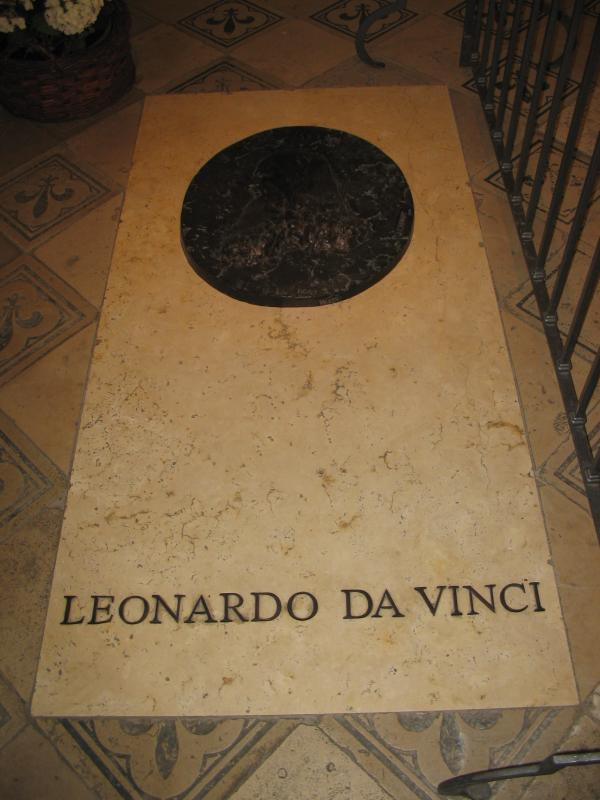
サン・ユベール教会堂にあるダ・ヴィンチの墓

1515年12月、王の客としてレオナルド・ダ・ヴィンチがアンボワーズ城に招かれ、近くのクロ・リュッセで生活していた。城とクロ・リュッセは地下道でつながっている。ダ・ヴィンチが埋葬されたサン・ユベール教会堂は城に隣接しており、1491年から1496年の間に建てられた。
アンリ2世と王妃カトリーヌ・ド・メディシスは自分たちの子供と一緒に、後のフランソワ2世の婚約者でスコットランド女王のメアリー・ステュアートをアンボワーズ城で育てた。

### アンボワーズの陰謀
ユグノー戦争中の1560年、ブルボン家の面々によってギーズ公フランソワへの陰謀が企てられた。当時ギーズ公は幼いフランソワ2世の名の下、実質的にフランスを支配していた。しかし事前にギーズ公に察知されて計画は失敗に終わり、多くのユグノーに処せられた絞首刑が終了するまで1ヶ月を要した。事態の収拾までには1200人のプロテスタントが絞首刑に処せられ、城壁や祝事の際に旗やタペストリーをかける鉄のフックやアンボワーズ城のバルコニー（Logis du Roy）に吊るされた。宮廷は死臭のために、すぐに街を出て行くことになった。
1563年3月12日カトリーヌ・ド・メディシスは、王と自分を誘拐する陰謀に関わったとされたコンデ公ルイ1世との間で「アンボワーズの休戦協定」に署名したが、うまくいかなかった。「アンボワーズの勅令」はプロテスタントに、街の城壁の外なら領主と裁判官の教会においてのみ信仰を認める、というものだった。どちらの側もこの妥協に満足できず、この勅令が尊重されることはあまりなかった。

### アンボワーズの凋落
アンボワーズに王宮が戻ることは二度となかった。17世紀初めに巨大な城はルイ13世の弟オルレアン公ガストンの手に渡ったが、ほとんど放置されていた上、ガストンの死後城は王家の資産に戻された。フロンドの乱の際には刑務所に転用され、ルイ14世の時代には失脚した大臣ニコラ・フーケとローザン公アントワーヌ・ド・コーモンもここに拘留された。ルイ15世の時代に移ると大臣のショワズール公エティエンヌ・フランソワ・ド・ショワズールがルイ15世からアンボワーズ城を与えられた。
フランス革命期には城のかなりの部分が取り壊されたが、後世の破壊はそれを上回った。1800年代の初めに皇帝ナポレオンが委任した技術者の下した結論は城の大部分を取り壊すというものだった。
ルイ・フィリップ王の統治時代に修復が始められたが、1848年に退位すると城は共和国政府に没収されて、亡命中のアブド・アル・カディールが1848年から1853年まで滞在していた。1873年、ルイ・フィリップの相続人に資産管理が委ねられ大規模な修復が行われた。しかし1940年のナチス・ドイツ侵略により、城はさらなる被害を受けた。
現在、オルレアン家当主がサン・ルイ教会を通して城を管理している。最盛期は現在の10倍程度の敷地があったという。

## ギャラリー

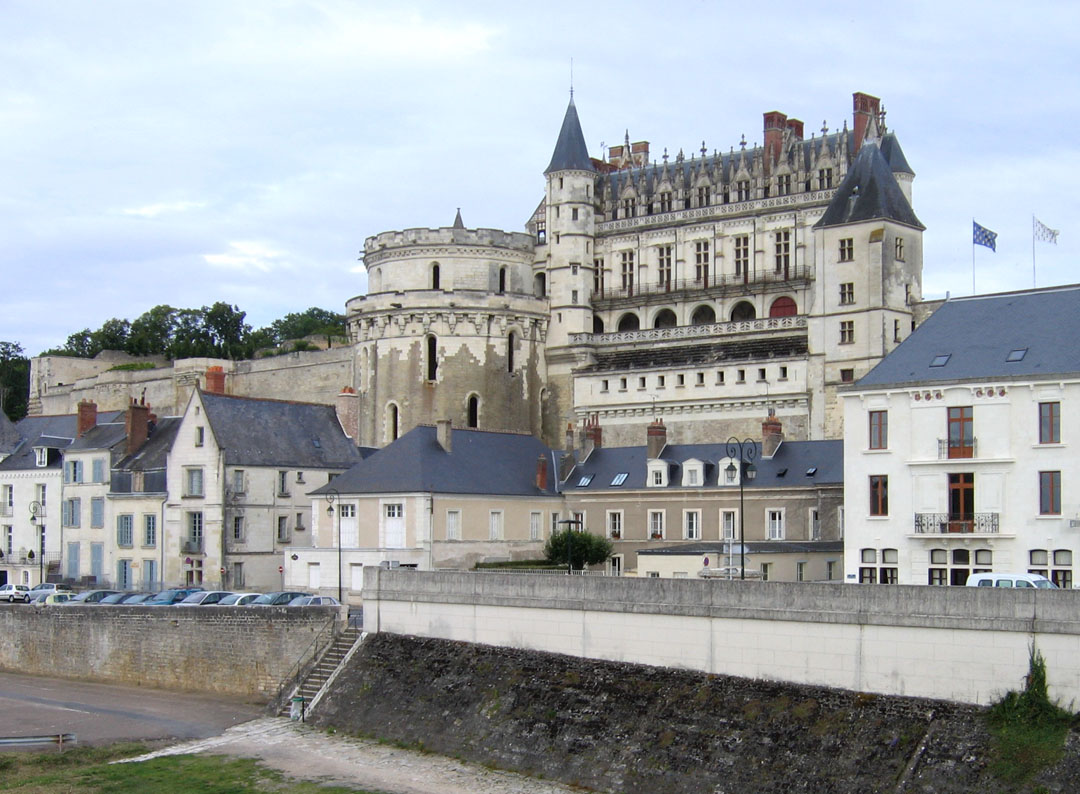
アンボワーズの街と城
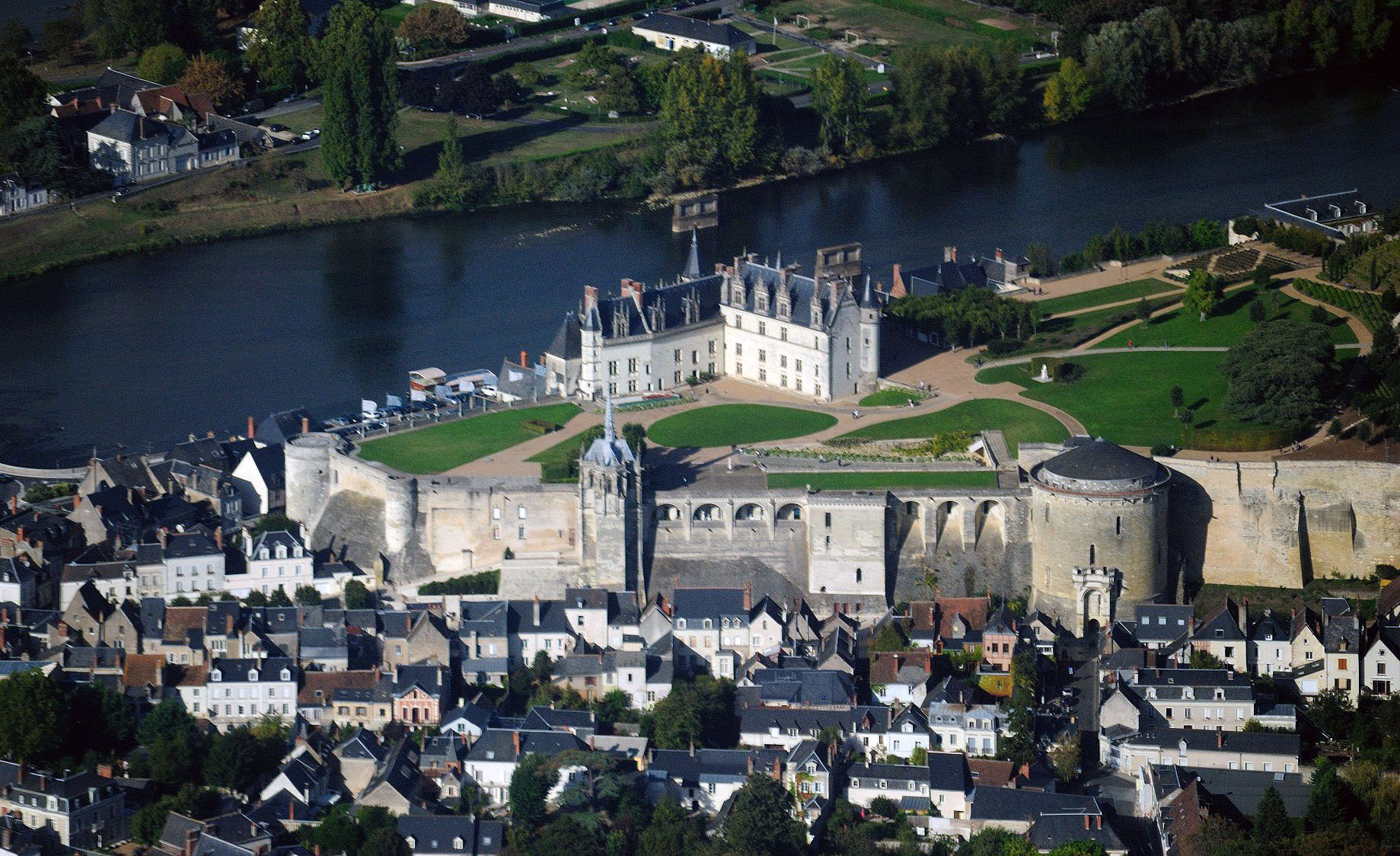
城の空撮
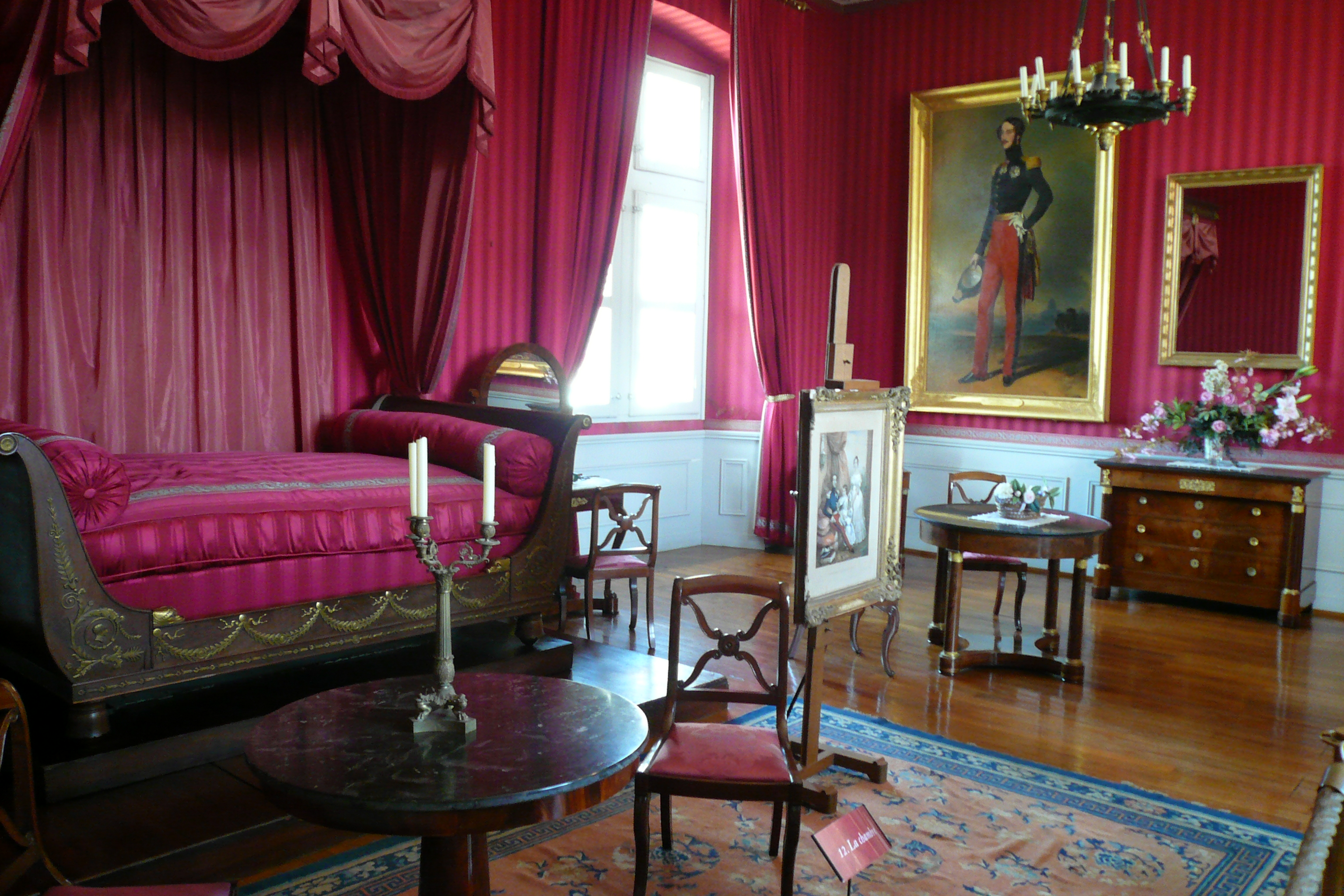
城の内装
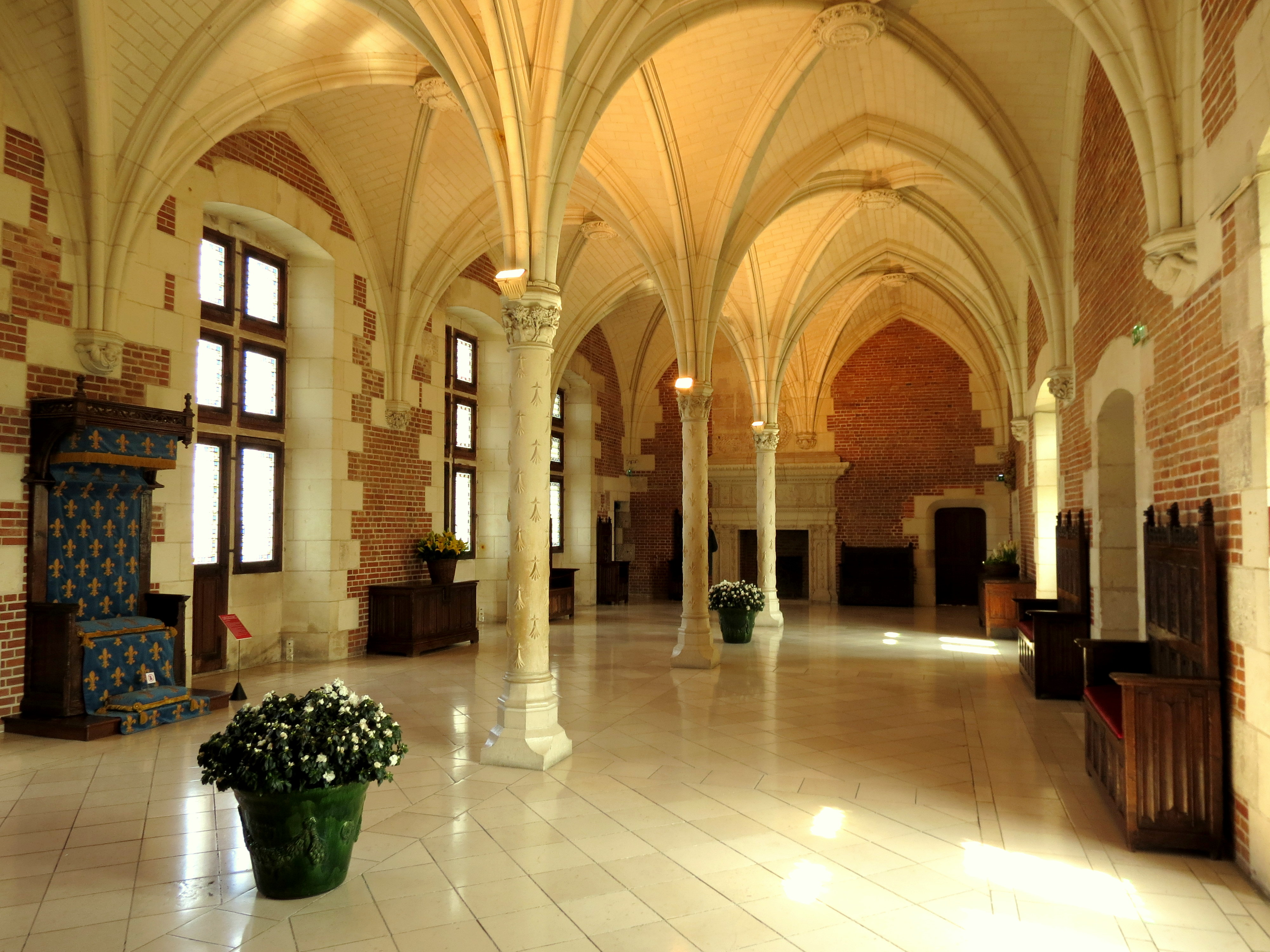
城の内装
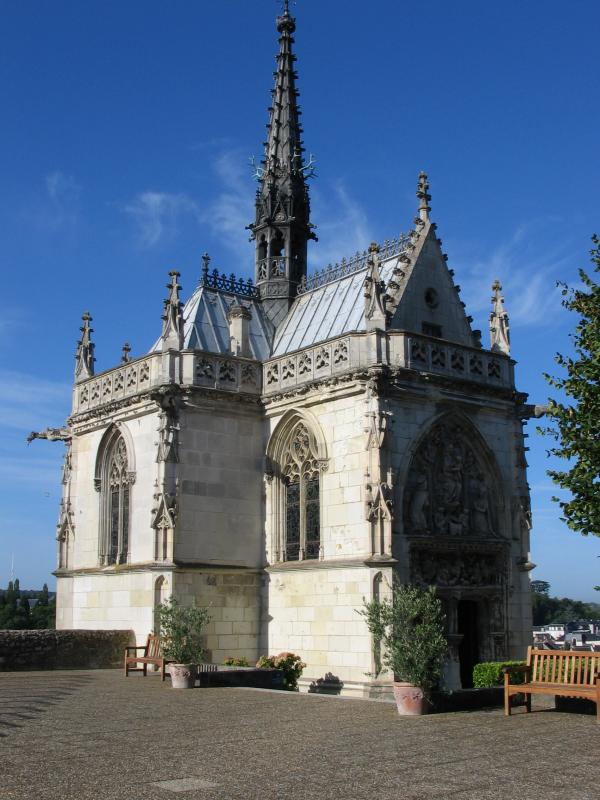
サン・ユベール教会堂
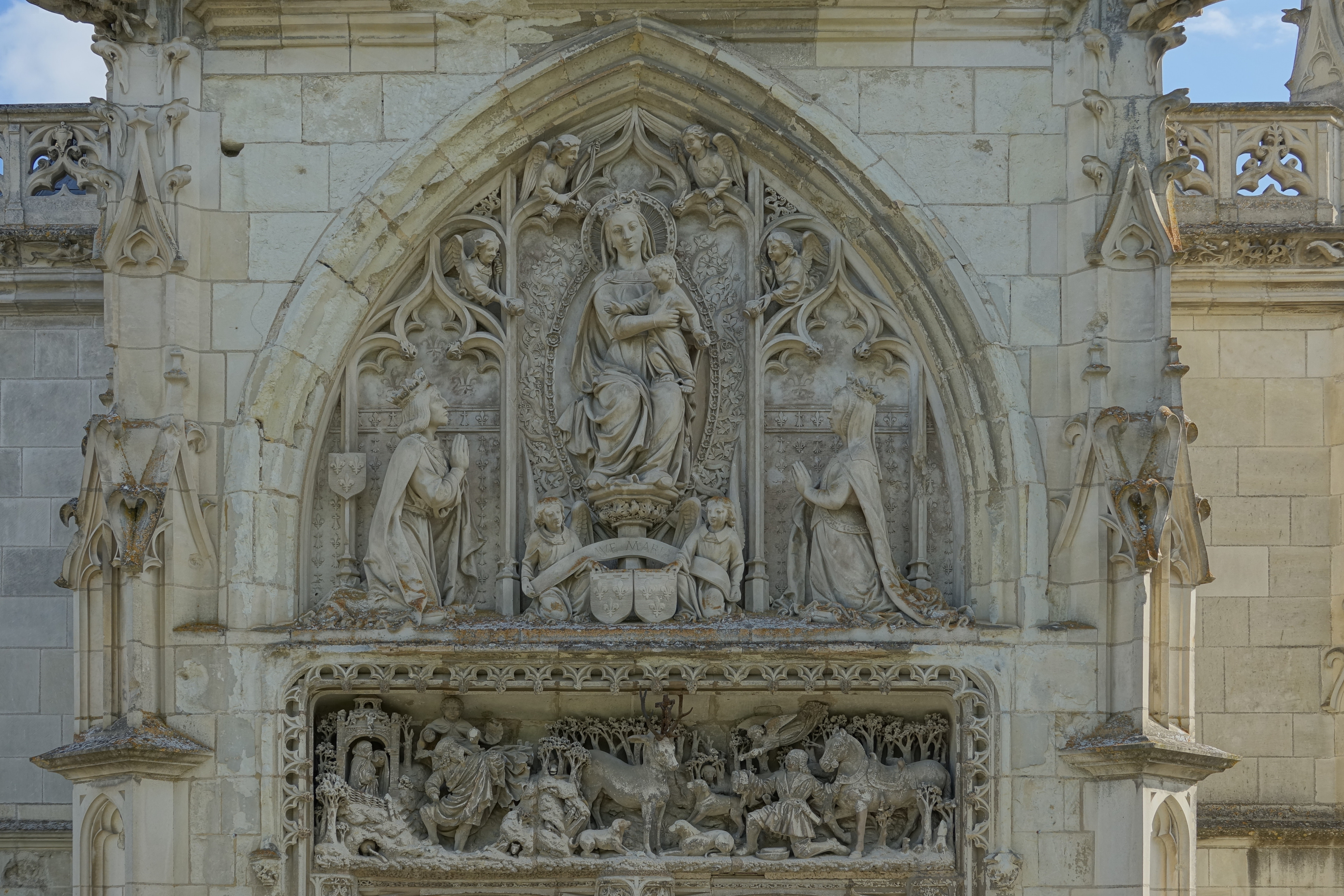
サン・ユベール教会堂にある後期ゴシックの彫刻
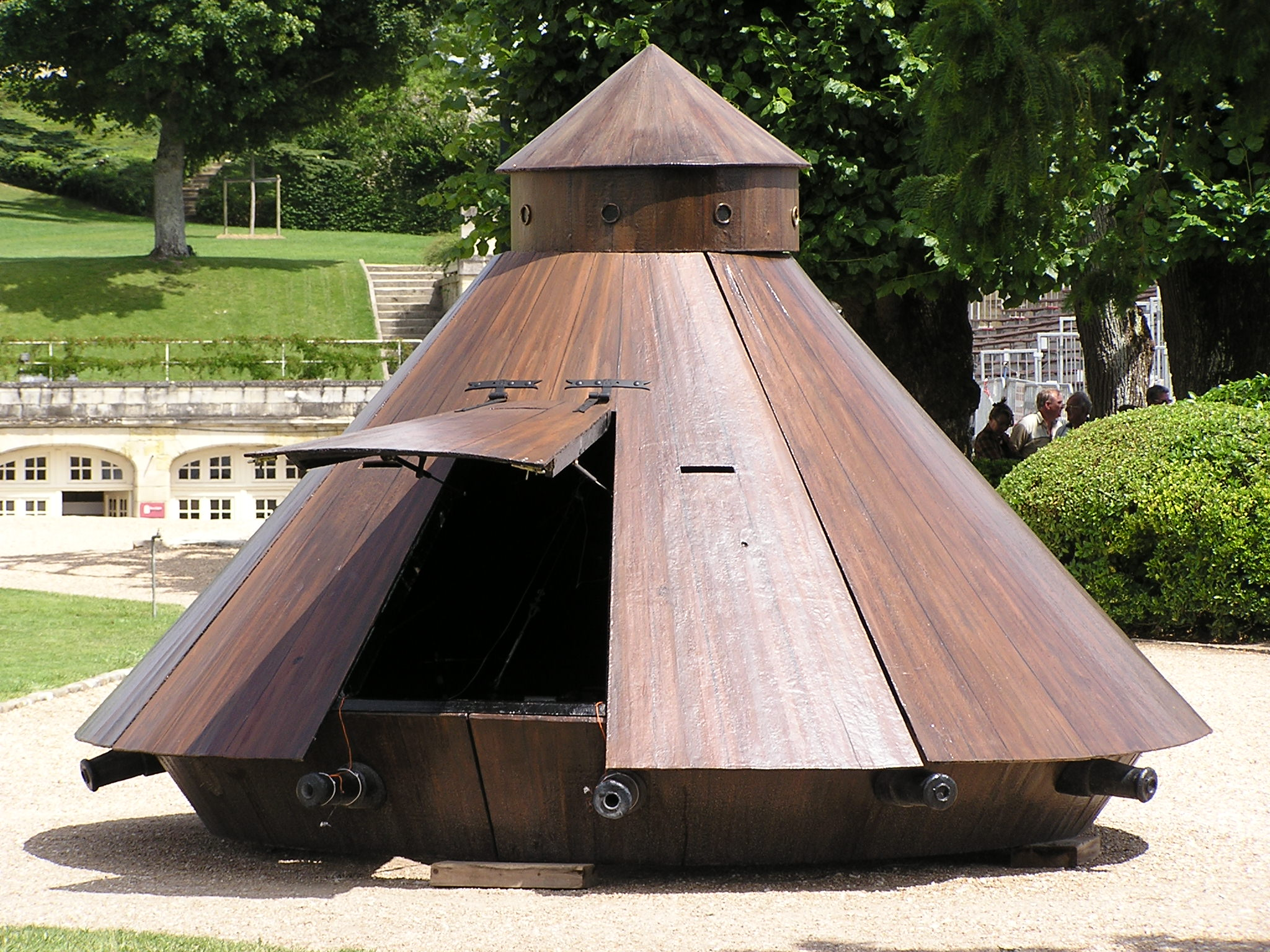
ダ・ヴィンチがデザインした装甲戦車が敷地内にある
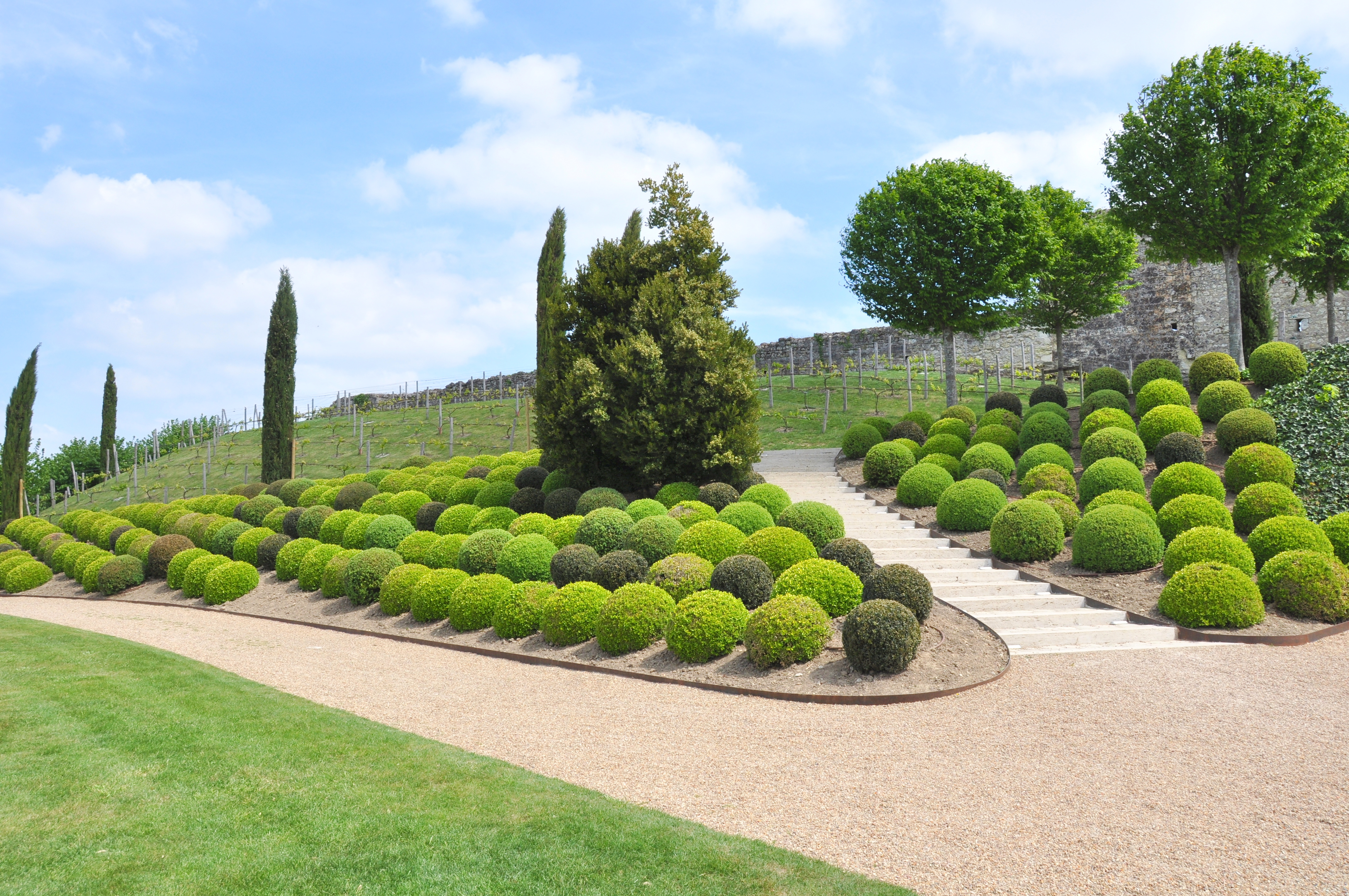
城の庭園